# Jappix
Jappix est un client XMPP libre, basé sur une architecture totalement décentralisée pour son service officiel. Le client est développé grâce aux bibliothèques JavaScript JSJaC et jQuery ainsi que le moteur PHP, avec l'utilisation de HTML 5. Ceci lui permet d'être utilisé dans tout navigateur web moderne.
Le client supporte certaines fonctionnalités avancées que permet le protocole XMPP, telles que l'administration d'un MUC (Multi-User Chat) avec récupération de la structure d'un formulaire. Cependant, Jappix exploite aussi les possibilités les plus basiques de XMPP.
Jappix est un projet géré par l’association PostPro. Au mois d'octobre 2011, la plate-forme officielle jappix.com était utilisée par 8 000 personnes et le projet comptait 15 000 téléchargements.
Le 1er juillet 2012, une scission officielle a été annoncée entre le projet Jappix et sa plate-forme officielle jappix.com : si la gestion du projet reste dans les mains de l'association PostPro, le service officiel a été légué à Valérian Saliou, fondateur de Jappix qui a visiblement confié sa gestion à l'entreprise FrenchTouch.
Depuis le début de l'année 2017 les sites internet de jappix.com, jappix.net et jappix.org ne sont plus accessible, de plus sur github le projet est signalé comme n'étant plus maintenu : "the Jappix project is no longer maintained".

## Fonctionnalités
Jappix propose, entre autres, les fonctionnalités suivantes :
Rostergestion des contacts du roster
Boîte de réceptionmessagerie permettant la lecture, la composition et l'archivage de messages simples XMPP
vCardédition de son profil utilisateur (informations, avatar)
PEPpublication et réception d'évènements personnels, tels que l'humeur, l'activité, la musique écoutée et la position géographique
Microblogpublication et réception d'un flux d'actualités sociales, avec fichiers joints
Commentairespublications de commentaires sur les entrées du microblog et sur les fichiers joints
Discoverydécouverte des services d'un serveur XMPP et envoi de formulaires
Privategestion des salons de discussion favoris et recherche
Directoryrecherche d'utilisateurs dans un annuaire
MUCgestion, en plus des chats privés, des salons de discussion (avec un mode anonyme)
Social Inbox gestion des notifications lors d’une réponse sur une entrée du microblog

## Historique
Chaque version de Jappix adopte un nom de code spécifique :
- 24 avril 2010 : 0.1 « Genesis »: Première version publique de Jappix
- 18 septembre 2010 : 0.2 « Lidar »: Premières fonctionnalités sociales: Microblog et Jappix Mobile
- 22 décembre 2010 : 0.3 « Prism »: Approfondissement des fonctionnalités sociales et Jappix mini
- 20 mars 2011 : 0.4 « Lupo »: Optimisation de la compatibilité entre les navigateurs
- 3 avril 2011 : 0.5 « Ribelo »: Version intégrant les commentaires sur le microblog
- 3 mai 2011 : 0.6 « Lumo »: version intégrant les commentaires sur les fichiers du microblog et la géolocalisation avancée
- 24 juin 2011 : 0.7 « Stelo »: version intégrant les notifications et un nouveau design
- 28 août 2011 : 0.8 « Suno »: version intégrant le transfert de fichiers, une meilleure interface mobile et un gestionnaire plus complet
- 16 janvier 2012 : 0.9 « Spaco »: version intégrant Jappix Me, correction de bogues.